# Lupěné (železniční zastávka)
Lupěné je železniční zastávka v obci Nemile v okrese Šumperk. Nachází se v nadmořské výšce 290 m na železniční trati Česká Třebová – Přerov, v km 37,764, před vjezdem do Hněvkovského tunelu II, poblíž vsi Lupěné.

## Popis
Železniční zastávka byla modernizována v rámci rekonstrukce třetího železničního koridoru v úseku železniční stanice Hoštejn – Lupěné. V Lupěném byla provedena přeložka staré trati 270 do nové trasy, která překonává řeku Moravská Sázava a navazuje na Hněvkovský tunel II pod vrchem Hejnice (403 m n. m.). Úsek byl napřímen a délka nové trati je výrazně kratší. Na původní trati byl provoz ukončen v červnu 2006, pak byl snesen kolejový svršek a na původní násep byla položen asfaltový povrch. Tři původní mosty byly částečně sneseny a upraveny pro cyklistickou stezku. Přestavba starého náspu na cyklistickou stezku v délce 2,5 km byla ukončena v roce 2011. Na začátku v blízkosti zastávky se nachází Železniční skanzen Lupěné a dále pokračuje naučná stezka na opuštěném tělese dráhy.
Na zastávce není možné zakoupit jízdenky. Zastávka je bezbariérová a je vybavena vodícími liniemi pro zrakově postižené. Ochranu cestujících před nepřízní počasí zabezpečují přístřešky.

## Strážní domek
Na původní trati v blízkosti Železničního skanzenu Lupěné stojí v náspu strážní domek postavený v roce 1845 společností Severní státní dráhy (StEG). Jde o objekt zasazený do železničního náspu s typickým půlkruhovým okénkem ve štítu.